# Ole Bornedal
Ole Bornedal (n. 26 mai 1959, Nørresundby, Aalborg County⁠(d), Danemarca) este un regizor danez de film, actor și producător.

## Biografie
Bornedal s-a născut în Nørresundby, Danemarca. El a scris și regizat filmul Nattevagten (Nightwatch, 1994), un thriller despre un student la drept care lucrează într-o morgă ca paznic pe timpul nopții și devine implicat într-o serie de ucideri a unor prostituate. El a regizat, de asemenea, o refacere în limba engleză a acestui film (Nightwatch) în 1997, cu Ewan McGregor, Nick Nolte si Patricia Arquette în rolurile principale. În 2002 a regizat I Am Dina. Printre alte filme daneze se numără The Substitute / Vikaren (2007), Just Another Love Story (2007) și Deliver Us from Evil. În 2012, el a regizat filmul în limba engleză The Possession.
Este unul dintre producătorii filmului Mimic. 
Bornedal a regizat numeroase filme de televiziune.

## Viață personală
Este căsătorit cu actrița daneză Helle Fagralid cu care are trei copii.

## Filmografie
- 1994 - Nattevagten (în daneză)
- 1997 - Nightwatch (în engleză)
- 2003 - Dina
- 2007 - Vikaren
- 2010 - Just Another Love Story
- 2012 - The Possession (în engleză)

## Legături externe
- Ole Bornedal la Internet Movie Database